# Эспин, Лес
Лесли «Лес» Эспин-младший (англ. Leslie «Les» Aspin, Jr.; 21 июля 1938, Милуоки, Висконсин — 21 мая 1995, Вашингтон) — американский политик-демократ.

## Биография
В 1960 году окончил с отличием Йельский университет со степенью бакалавра истории. В 1962 году получил степень магистра экономики в Оксфордском университете. Доктор экономики (Массачусетский технологический институт, 1966).
В 1966—1968 годах служил офицером в Министерстве обороны США, занимался аналитической работой. Затем до избрания в Конгресс США преподавал экономику в Университете Маркетт.
В 1970 году избран в Палату представителей США как противник войны во Вьетнаме. С 1971 по 1993 год — член Палаты представителей от штата Висконсин. В 1985—1993 годах — председатель Комитета по вооружённым силам Палаты представителей.
С 21 января 1993 по 3 февраля 1994 года занимал пост министра обороны США в администрации Билла Клинтона. Ушёл в отставку из-за критики в его адрес. Умер от инсульта.